# ジェイク・バトラー (サッカー選手)
ヤコブ・"ジェイク"・バトラー（英語: Jacob 'Jake' Butler、1984年11月12日 - ）は、ニュージーランドの元サッカー選手、サッカー指導者。元ニュージーランド代表。現役時代のポジションはMF。

## 経歴
2002年にベイ・オリンピックの選手になった後、2008年にワイタケレ・ユナイテッドに移籍。主将を務めている間に国内のタイトルを5つ獲得した他、OFCチャンピオンズリーグを2回制し、FIFAクラブワールドカップにも2回出場した。
2014年6月2日には、Sリーグに所属するタンピネス・ローバースFCに6ヶ月の契約で移籍、シンガポール・リーグカップのウォリアーズFC戦で初得点を挙げた。全試合にフル出場し、22試合5得点の成績を残した。
2015年1月にはワイタケレ・ユナイテッドに復帰、残り11試合全てに出場し、7位に落ち込んでいたクラブを4位にまで上昇させるのに大きな役割を担った。
4月にはチーム・ウェリントンFCにOFCチャンピオンズリーグの間の短期移籍を果たした。クラブは決勝に進出したものの、惜しくも敗北した。しかし彼自身は準決勝で負傷交代しており、決勝戦への出場は無かった。
2015年5月からは選手兼任監督としてワイタケレ・シティFCにも所属するようになった。

## 代表歴
代表には3回招集され、4試合に出場している。2013年のヨルダン代表戦で活躍した。
ニュージーランド中学校選抜チームとして6試合4得点の結果も持っている。

## タイトル
- ニュージーランド・フットボールチャンピオンシップ: 2007-08, 2009-10, 2010-11, 2011-12, 2012-13
- OFCチャンピオンズリーグ: 2007-08